# Mike Leavitt
Michael Okerlund Leavitt, detto Mike (Cedar City, 11 febbraio 1951), è un politico statunitense, Segretario della Salute e dei Servizi Umani e amministratore dell'Environmental Protection Agency sotto la presidenza Bush e in precedenza governatore dello Utah dal 1993 al 2003.

## Biografia
Nato in una famiglia mormone di Cedar City, dopo gli studi Leavitt andò a lavorare nell'azienda di famiglia, una società di assicurazioni. Nel corso degli anni scalò posizioni fino a divenirne presidente e amministratore delegato.
Entrato in politica con il Partito Repubblicano, nel 1992 Leavitt si candidò alla carica di governatore dello Utah e riuscì a farsi eleggere. Negli anni successivi venne riconfermato per altri due mandati nel 1996 e nel 2000, ma non concluse il suo terzo mandato poiché nel 2003 George W. Bush lo nominò amministratore dell'EPA.
Due anni dopo, a Leavitt venne affidato l'incarico di Segretario della Salute e dei Servizi Umani, rimasto vacante dopo le dimissioni di Tommy Thompson. Rimase in carica fino alla fine dell'amministrazione Bush, poi tornò ad operare nel settore privato e collaborò con Mitt Romney in qualità di consigliere.